# Oh me oh my
Oh me oh my is een nummer van de Volendamse band BZN uit 1979.
De single stond acht weken in de Nederlandse Top 40, waar het de twaalfde plaats behaalde. Het was de enige single van de groep die in de periode tussen Mon amour (1976) en La saison française (1984) de top 10 niet haalde.